# Раббан, Абдул-Ахад
Абдул-Ахад Раббан (9.04.1916 г., Ирак — 25.07.1980 г., Акра, Ирак) — епископ Акры Халдейской католической церкви с 23 апреля 1980 года по 25 июля 1998 года.

## Биография
Абдул-Ахад Раббан родился 9 апреля 1916 года в Ираке. Вступил в монашеский орден антонианцев святого Ормизды Халдейского. 4 июня 1950 году был рукоположён в священника.
Участвовал в работе III и IV сессиях II Ватиканского собора.
23 апреля 1980 года Римский папа Иоанн Павел II назначил Абдула-Ахада Раббана епископом Акры. 15 августа 1980 года Абдул-Ахад Раббан был рукоположён в епископа.
Умер 25 июля 1998 года в городе Акра.